# Chiba Lotte Marines
I Chiba Lotte Marines (千葉ロッテマリーンズ?) sono una squadra professionistica giapponese di baseball con sede a Chiba. Militano nella Pacific League della Nippon Professional Baseball e giocano le partite casalinghe al ZOZO Marine Stadium.
Hanno vinto il titolo di campioni assoluti della NPB per quattro volte (1950, 1974, 2005, 2010) e il titolo della Pacific League per cinque (1950, 1960, 1970, 1974, 2005).
La squadra fu fondata nel novembre 1949 e, nel corso degli anni, a partire dal primo campionato disputato nel 2005, ha assunto le seguenti denominazioni:
- Mainichi Orions (毎日オリオンズ?) (1950–1957)
- Mainichi Daiei Orions (毎日大映オリオンズ?) (1958–1963)
- Tokyo Orions (東京オリオンズ?) (1964–1968)
- Lotte Orions (ロッテオリオンズ?) (1969–1991)
- Chiba Lotte Marines (千葉ロッテマリーンズ?) (1992–)

## Allenatori
- Yoshio Yuasa (1950-1952)
- Kaoru Betto (1952)
- Tadashi Wakabayashi (1953)
- Kaoru Betto (1954-1959)
- Yukio Nishimoto (1960)
- Mitsuo Uno (1961-1962)
- Yasuji Hondo (1963-1965)
- Hitoshi Tamaru (1966)
- Katsuki Tokura (1967)
- Watarui Nonin (1967-1971)
- Keiji Ohsawa (1971-1972)
- Masaichi Kaneda (1973-1978)
- Kazuhiro Yamauchi (1979-1981)
- Kazuyoshi Yamamoto (1982-1983)
- Kazuhisa Inao (1984-1986)
- Michiyo Arito (1987-1989)
- Masaichi Kaneda (1990-1991)
- Soroku Yagisawa (1992-1994)
- Bobby Valentine (1995)
- Akira Ejiri (1996)
- Akihito Kondo (1997-1998)
- Koji Yamamoto (1999-2003)
- Bobby Valentine (2004-2009)
- Norifumi Nishimura (2010-2012)
- Tsutomui Ihoh (2013-2017)
- Tadahito Iguchi (2018-2022)
- Masato Yoshii (2023-)

## Giocatori
- Choji Murata (1968-1990)
- Michiyo Aritoh (1969-1986)
- Hiromitsu Ochiai (1979-1986)
- Leron Lee (1977-1987)
- Kazuya Fukuura (1997-2019)

## Numeri ritirati
- numero 26 - Ritirato in onore dei tifosi